# Václav Špaček
Václav Špaček, též uváděn nesprávně jako Ferdinand (1689, Praha – 8. července 1751, tamtéž) byl český barokní architekt, stavitel a pražský měšťan. Byl žákem významného architekta Františka Maxmiliana Kaňky, který mu byl také za svědka na svatbě. V jeho pracích jsou zřejmé vlivy Kiliána Ignáce Dientzenhofera, Jana Blažeje Santiniho a vídeňské architektury. V letech 1718–1741 byl dvorním stavitelem Anny Marie Toskánské.

## Život

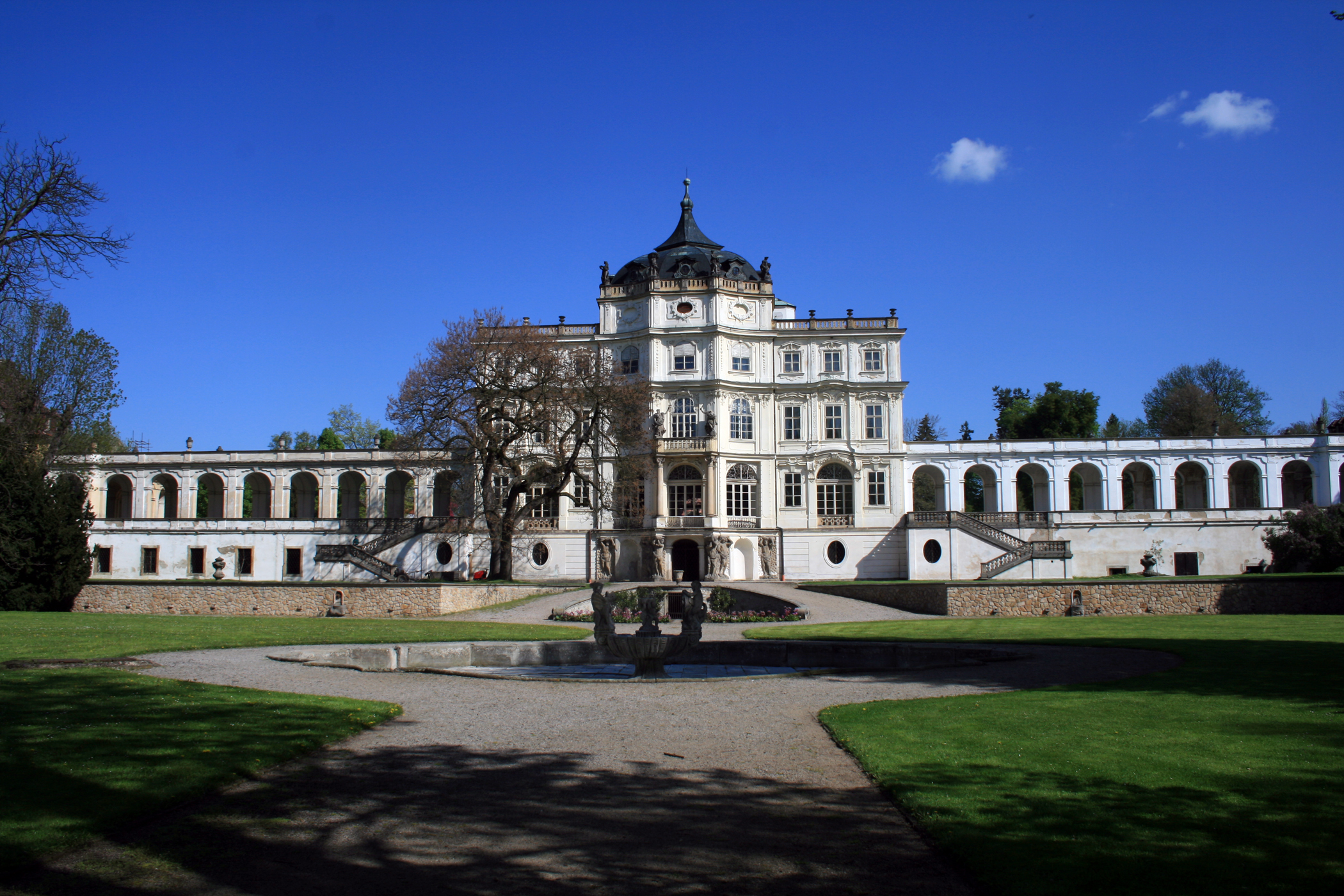
Zámek v Ploskovicích

Václav Špaček se narodil v rodině zednického mistra Martina Špačka, přesné datum není známo. Pokřtěn byl 28. srpna 1689. Vyučil se v otcově dílně a v roce 1717 se stal zednickým mistrem.

## Dílo

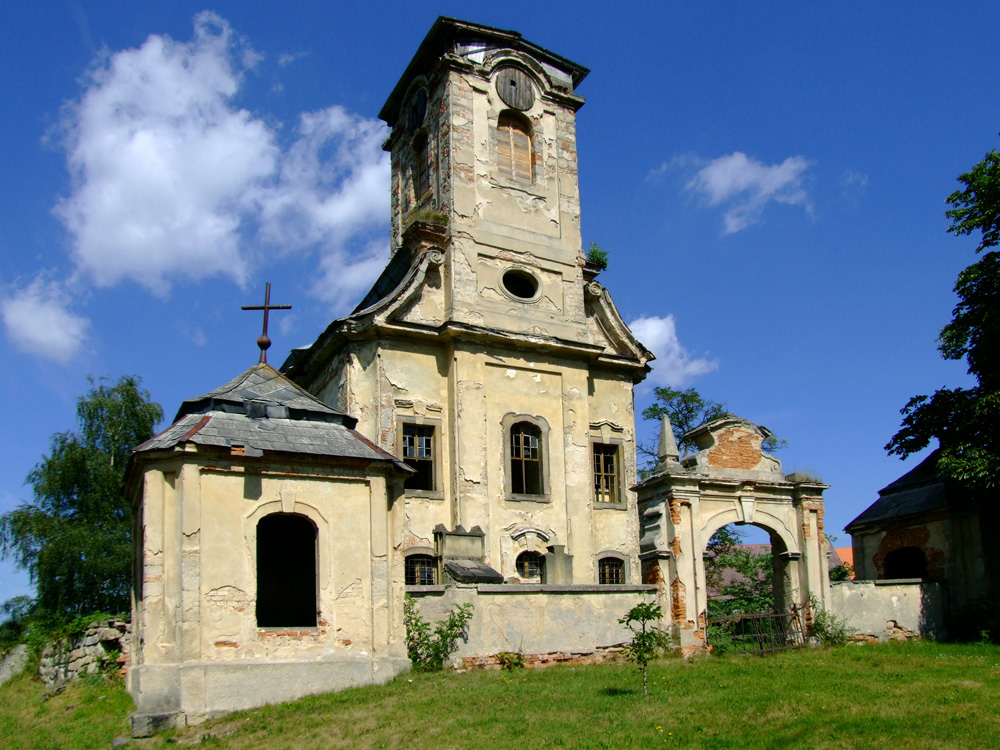
Kostel sv. Jana Křtitele v Brenné, stav 2009

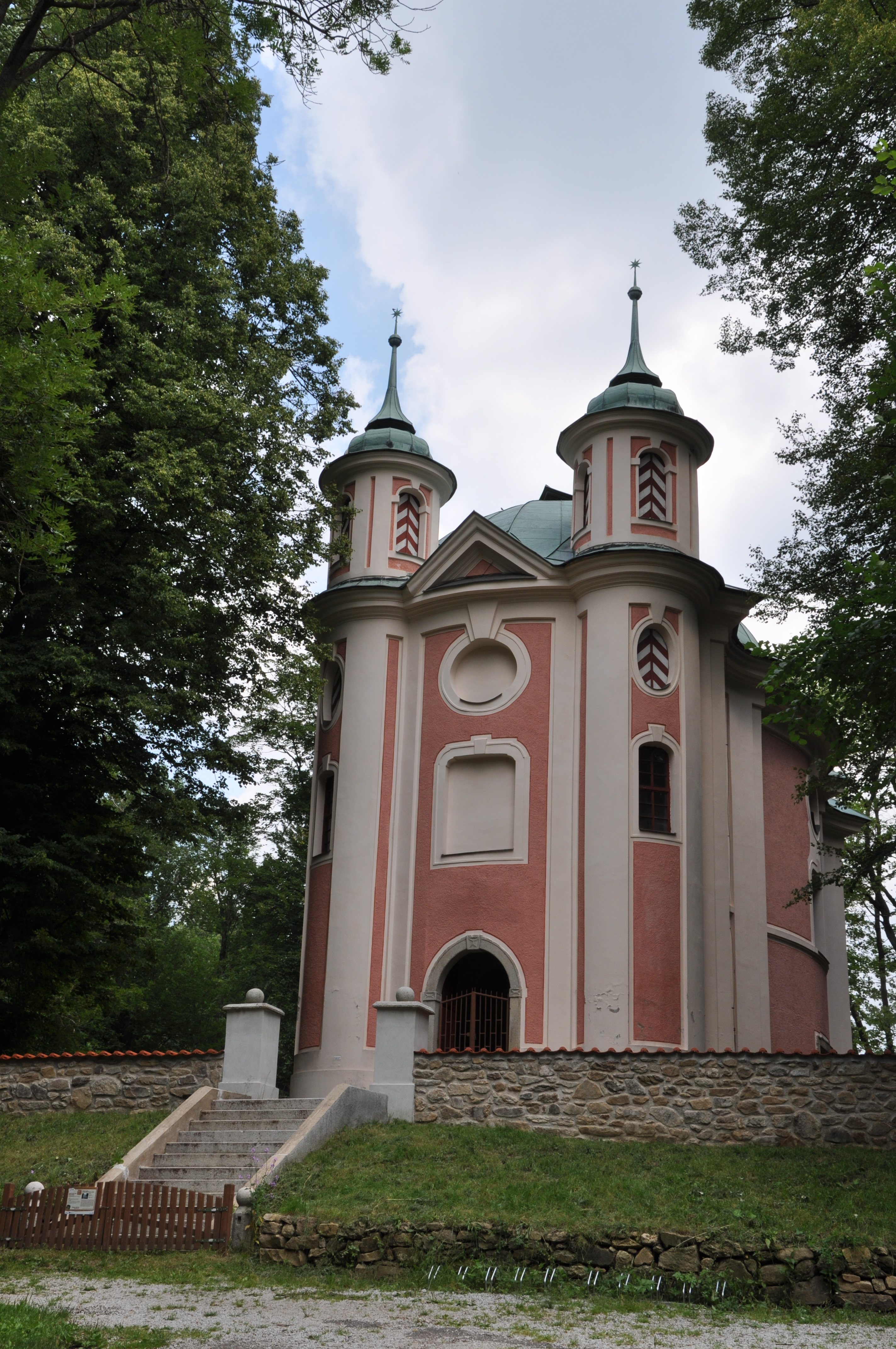
Kostel sv. Kateřiny u Počátek

Špačkovo autorství je přímo doloženo pouze v některých případech, jindy vyplývá z historických souvislostí či je podpořeno charakteristickým provedením některých stavebních prvků:
- pravděpodobně zámek v Ploskovicích[3] (asi 1720–1730)[1]
- přestavba poutního komplexu v Horní Polici. Areál do roku 1723 upravoval Octavio Broggio, V letech 1731–1733 pak Špaček přistavěl patro[1]
- Kostel sv. Jana Křtitele v Brenné na Českolipsku
- Kostel sv. Jakuba Staršího v Kvítkově na Českolipsku
- dostavba dvora a jízdárny, Zákupy (1725–26)
- barokní přestavba kostela sv. Alžběty Uherské ve Cvikově na Českolipsku (1725–29)
- pravděpodobně kostel sv. Kateřiny v Počátkách na Pelhřimovsku
- kaple sv. Jana Nepomuckého při farním kostele v Třebušíně na Litoměřicku (před 1727)
- přestavba kostela Narození sv. Jana Křtitele ve vsi Zeměchy na Mělnicku
- nové řešení zámeckého areálu v Kácově u Kutné Hory (1726–1741)
- zaniklý kostel svatého Martina v Lidicích na Kladensku (1729–1732)[1]
- přestavba zámku v pražské čtvrti Kunratice (kolem 1728)
- fara ve Svádově (část Ústí nad Labem) (1729–32)
- přestavba kostela v Chlumíně na Mělnicku (1728–32)
- zásadní přestavba/novostavba chlumínského zámku (konec 20.–30. léta 18. st.)
- barokizace kostela sv. Jiljí na pražském Starém Městě (1731–1734), spolu s Františkem Maxmilianem Kaňkou[1]
- modernizace zámku ve Velkém Meziříčí na Žďársku (po 1733)
- zásadní přestavba zámku a výstavba fary v Hostivicích, okr. Praha-západ (asi 1733–1734)[1]
- přestavba zámku ve Ctěnicích, dnes náležejících do pražské čtvrti Vinoř (30. léta 18. st.)
- Kostel svatého Jakuba Většího v Praze-Kunraticích (1730-1736)
- barokizace kostela sv. Vojtěcha ve Sluhách, okr. Praha-východ (1738–39)
- Kostel sv. Havla v Liběchově na Mělnicku (1738–1741)[1]
- Kostel Stětí sv. Jana Křtitele v Hořelici, okr. Praha-západ (1740–43)

### Možné autorství či autorský podíl
- zaniklý zámek ve Svojkově na Českolipsku (po 1735)
- zámek v Novém Berštejně na Českolipsku
- přestavba zámku v Liběchově na Mělnicku (30. léta 18. st.)